# Абаза Олександр Михайлович
Абаза Олександр Михайлович (нар. 30 грудня 1826 — пом. 9 травня 1889, Полтава, Російська імперія) — дійсний статський радник. У 1865—1868 роках — полтавський повітовий предводитель дворянства, у 1872—1888 роках — міський голова Полтави.

## Життєпис
Олександр Михайлович Абаза родом з дворян Херсонської губернії. Його батьки відставний полковник Михайло Васильович Абаза з дружиною Єлизаветою мали під Полтавою маєток Єлизаветине (нині село Абазівка Полтавського району).
Народився Олександр Абаза 30 грудня 1826 року. Освіту здобував в приватних навчальних закладах. 25 серпня 1843 року, у віці шістнадцяти років вступив на службу в Новгородський Кірасирський Її Імператорської Високості Великої княгині Олени Павлівни полк в званні унтер-офіцера. 23 липня 1845 року отримав юнкерський чин і був переведений в Охтирський Гусарський Його Королівської Високості Принца Фрідріха Карла Прусського полк. 5 вересня того ж року отримав військове звання корнет і 6 квітня 1846 року призначений на посаду ад'ютанта до командира 5-го піхотного корпусу генерала від інфантерії Лідерса. У 1848–1850 роках брав участь у військових діях проти Угорських повстанців в Трансільванії. 18 квітня 1849 року підвищений у званні до поручика, а 23 липня того ж року «за відмінності по службі» підвищений до штабс-ротмістра. За відзнаку під час угорської кампанії нагороджений австрійським імператором Францом Йосифом I орденом Залізної Корони 3-го ступеня. У 1849 році нагороджений орденом Святої Анни 3-го ступеня з бантом та орденом Святого Володимира 4-го ступеня з бантом. Також був нагороджений срібною медаллю «За утихомирення Угорщини та Трансільванії». Після припинення в придунайських князівствах військових дій, 5 квітня 1850 року, разом з 5-м корпусом повернувся до Російської імперії.
14 грудня 1852 призведений у ротмістри. Брав участь у Кримській війні. З 12 липня по 30 грудня 1854 року був у звільненні від служби через хворобу, після повернення ж був призначений ад'ютантом до командувача Південною армією генерал-ад'ютанта Лідерса, завдання армії якого полягало у сприянні всіма способами Кримській армії. За участь у Кримській війні нагороджений бронзовою медаллю «В пам'ять війни 1853—1856» на Андріївській стрічці.
27 грудня 1856 звільнений з військової служби «за домашніми обставинами» у званні майора з правом носіння мундира: після смерті матері, яка стала єдиною господинею всього маєтку після кончини у 1852 році її чоловіка Михайла Васильовича Абази, хтось мав керувати господарством. Успадкував у селі Елізаветине Полтавського повіту Полтавської губернії 320 десятин землі і сто одну ревізьку душу селян.
Після відставки переїхав жити до Полтави. 20 жовтня 1865 року обраний Полтавським повітовим предводителем дворянства, яким перебував три роки до вересня 1868.1872 року був обраний полтавським міським головою, обов'язки якого беззмінно виконував до 1888 року. Протягом кількох десятиліть Олександр Михайлович обирався виборним членом опікунської ради Маріїнського жіночого училища, був товаришем голови Полтавського управління Товариства піклування про поранених і хворих воїнів. На цивільній службі дослужився до чину дійсного статського радника. У 1885 - 1889 роках був почесним попечителем Полтавського Олександрівського реального училища.
Був двічі одружений. Першим шлюбом — з дочкою відставного статського радника Оленою Олексіївною Золотарьовою, з якою мав синів Володимира та Миколу, дочок Віру, Єлизавету, Катерину, Марію і Олександру. Вдруге був одружений з Оленою Федорівною Дейтріх, від якої мав трьох дітей: сина Олександра, дочок Ольгу і Тетяну. Донька Олександра Олександрівна вийшла заміж за представника роду Демидових Олександра Павловича. У подружжя було п'ятеро дітей, серед них — Павло Демидов, що став предводителем дворянства Волинської губернії.
Сучасники характеризували Олександра Михайловича Абазу як порядну і добру людину, хлібосола який не сприймав як усякий неправедний дохід, так і надмірну скупість і економність; любителя драматичного мистецтва і прекрасного виконавця ролей Сквозникова-Дмухановського і Фамусова в аматорських виставах.
В той же час полтавцям він запам'ятався грандіозними балами, розкішними вечорами і різними розвагами, які Абаза організовував для приїжджих в Полтаву генерал-губернаторів, корпусних командирів та інших начальницьких осіб високого рангу.
Помер Олександр Михайлович Абаза в Полтаві 9 травня 1889 року у віці 62 роки.